# مطار الخفجي
مطار الخفجي مهبط طائرات صغير يقع جنوب مدينة الخفجي في المنطقة الشرقية من المملكة العربية السعودية. ويحتل مساحة حوالي 0.45 كم².

## نظرة عامة
تمتلك شركة النفط العربية السعودية (أرامكو السعودية) هذا المطار، وكان يستخدم لتشغيل الرحلات الخاصة واللوجستية للشركة. وفي الآونة لم يعد يستخدم، مما جعل الموظفين يضطرون لأستخدام مطار الكويت الدولي القريب من المنطقة للسفر من وإلى الخفجي.

## المرافق
يشمل مدرج واحد سيئ البنية طوله 1,742 م وعرض 21 م. ولا يوجد إلا مساحة 3,600 م² لحركة الطائرات ومواقف السيارات خارج المدرج. ويتوفر مهبط للطائرات المروحية في المدرج.